# Джегин
Джегин (перс. جگین‎) — река в Иране, протекает по провинциям Керман и Хормозган.
Берёт начало в горах провинции Хормозган на юго-западных склонах горы Башанард (1816 м нум). Течёт на юго-восток. Пересекает провинцию Керман, впадает в Ормузский пролив за городом Титкин.

## Речная система
← Рудханейе-Джунек
→ Коломберируд
← Мехрек
← Рудханейе-Шерифи
→ Хошдехдеррид
→ Рудханейе-Сегар
← Рудханейе-Пустпир
← Рудханейе-Колурд
← Падеш
← Рапич
→ Рудханейе-Шахбабек
→ Пахтин
→ Рудханейе-Дехендер
→ Рудханейе-Мелькен (Рудханейе-Кехнаб)
← Рудханейе-Дерках
→ Гандири
← Тезер-Руд